# Nam-myeon, Jangseong-gun
Nam-myeon (koreanska: 남면) är en socken i Sydkorea. Den ligger i kommunen Jangseong-gun i provinsen Södra Jeolla, i den södra delen av landet, 255 km söder om huvudstaden Seoul.